# Leo Alexander

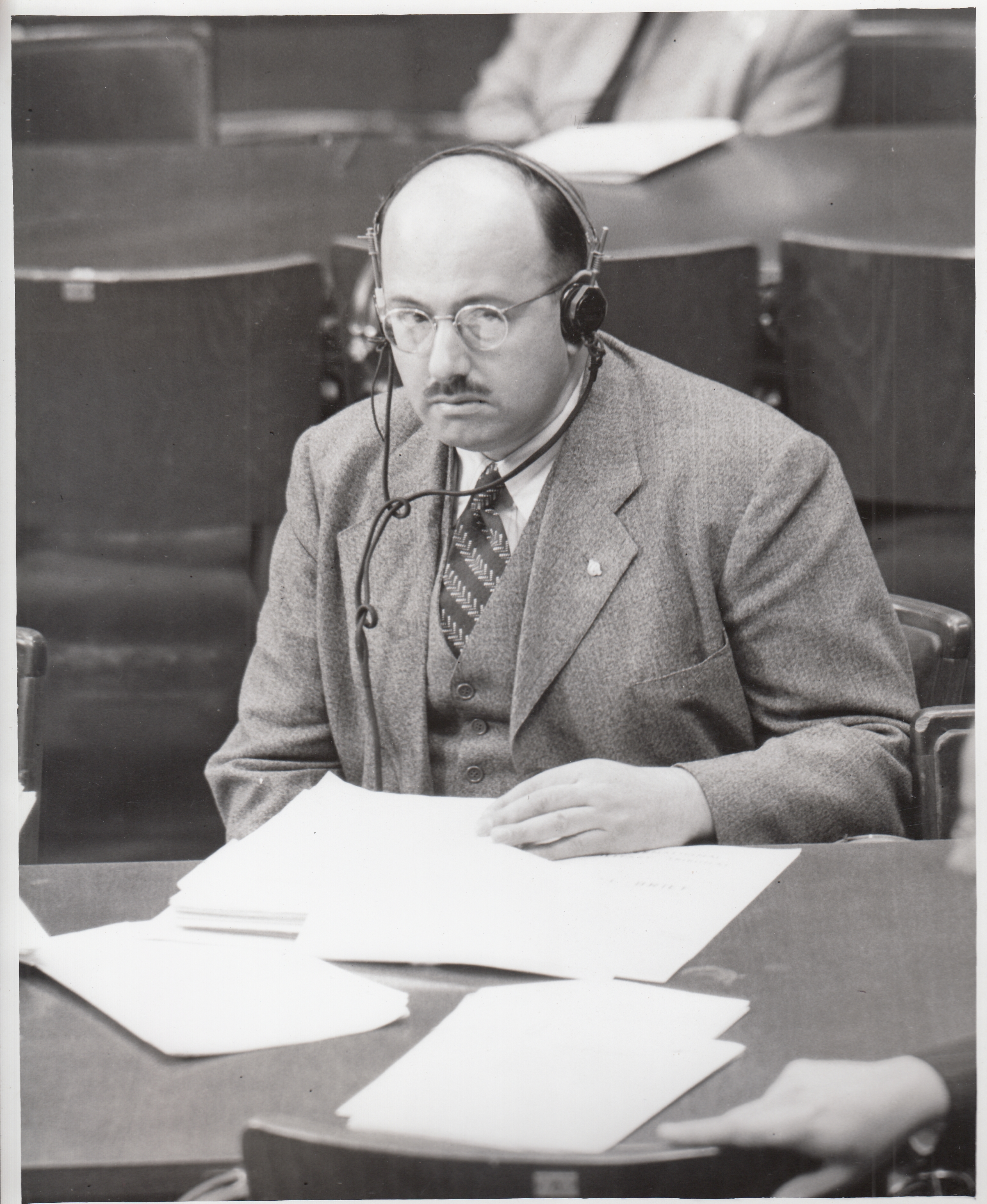
Dr Leo Alexander, medisch deskundige voor de aanklager

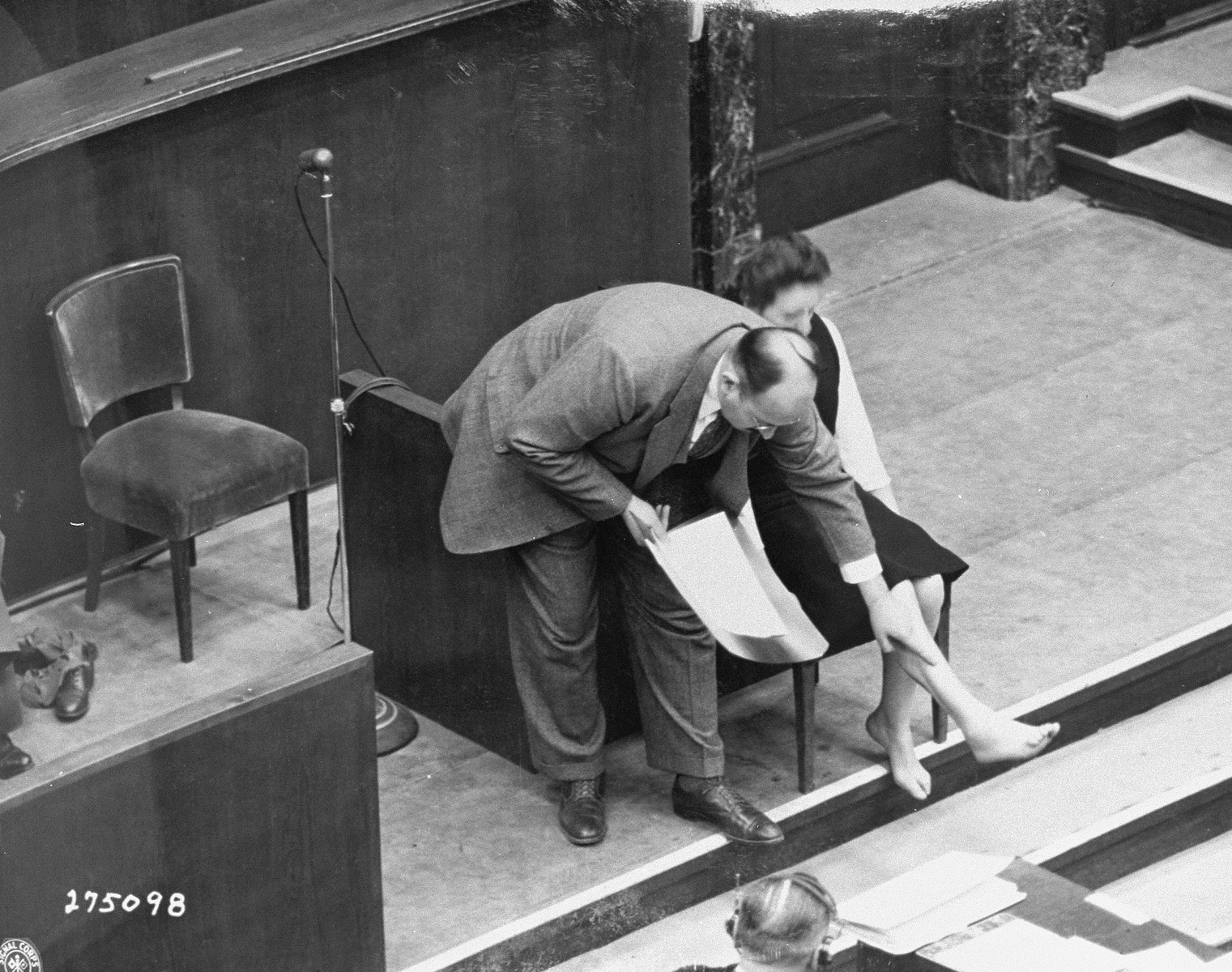
Leo Alexander beschrijft nazi-experimenten op mensen tijdens het Artsenproces.

Leopold (Leo) Alexander (Wenen, 11 oktober 1905 – Weston, Massachusetts, 20 juli 1985) was een Amerikaanse psychiater, neuroloog, academisch docent en auteur van Oostenrijks-Joodse afkomst. Hij was een belangrijke medische adviseur tijdens de processen van Neurenberg. Alexander schreef een deel van de Code van Neurenberg, die juridische en ethische principes bevat voor wetenschappelijke experimenten op mensen.

## Levensloop
Alexander werd geboren in Wenen als oudste zoon van een arts. Zijn vader Gustav Alexander, die keel-, neus- en oorarts was in Wenen, had al meer dan tachtig wetenschappelijke artikelen gepubliceerd nog voordat Leo werd geboren. Zijn moeder, Gisela Rubel-Schäfer, was de eerste vrouw die promoveerde in de filosofie aan de Universiteit van Wenen. Hij had twee zussen, Anne en Helene, en twee broers, Alfred en Theodore. Helene, die architect werd, trouwde kort voor het uitbreken van de Tweede Wereldoorlog met een arts uit Utrecht en vestigde zich aldaar.
Hij studeerde in 1929 af aan de medische faculteit van de universiteit van Wenen en liep stage in de psychiatrie aan de Universiteit van Frankfurt. In januari 1933 ging hij voor een half jaar naar het Beijing Union Medical College in China als honours docent in de neurologie en psychiatrie. Nadat Hitler de macht had overgenomen, kon hij niet terugkeren naar Duitsland en kreeg hij een beurs bij een psychiatrisch staatsziekenhuis in Worcester, Massachusetts. Hij doceerde aan de medische faculteiten van Harvard University en Duke University. Tijdens de oorlog werkte hij in Europa onder de Amerikaanse minister van Oorlog Robert P. Patterson als legerarts in de rang van majoor. Na de oorlog werd hij benoemd tot medisch hoofdadviseur van Telford Taylor, de Amerikaanse hoofdadvocaat voor oorlogsmisdaden, en nam hij in november 1946 deel aan de processen van Neurenberg. Hij bedacht de principes van de Code van Neurenberg na het observeren en documenteren van medische experimenten van de Duitse SS in Dachau, en gevallen van sterilisatie en euthanasie. Alexander schreef later dat "wetenschap onder dictatuur ondergeschikt wordt aan de leidende filosofie van de dictatuur".
Later werd hij assistent-klinisch hoogleraar in de psychiatrie aan de Tufts University Medical School, waar hij bijna 30 jaar bleef. Als adviseur voor de politie van Boston speelde Alexander een belangrijke rol bij het oplossen van de Boston Strangler zaak. Hij leidde het Multiple Sclerosis Center in het Boston State Hospital, waar hij onderzoek deed naar multiple sclerose en neuropathologie studeerde. Hij regelde de behandeling van 40 Duitse nazi-concentratiekampslachtoffers die door Josef Mengele waren geïnjecteerd met een voorloper van gasgangreen, en voorzag hen van psychiatrische therapie. Alexander schreef verschillende boeken over psychiatrie en neuropathologie, en bedacht de termen thanatologie - gedefinieerd als de studie van de dood - en ktenologie - de wetenschap van het doden.
Alexander was een prominent voorstander van elektroconvulsietherapie en insulineshocktherapie. Volgens psychiater Peter Breggin was Alexander - die Duits geschoold en Duitstalig was - ook een vroege eugeneticus, en was de mislukking van het Artsenproces om psychiaters voor het gerecht te brengen gedeeltelijk te wijten aan het feit dat Alexander de hoofdonderzoeker was.
Alexander stierf aan kanker in 1985 in Weston, Massachusetts. Hij liet drie kinderen na.
- Bibsys: 6049578
- Bibliothèque nationale de France: cb15044926t (data)
- Gemeinsame Normdatei: 126079196
- International Standard Name Identifier: 0000 0000 6660 6831
- Library of Congress Control Number: no00082354
- Nationale Bibliotheek van Tsjechië: mzk2004148464
- Nationale Bibliotheek van Israël: 987007302206105171
- Nationale Bibliotheek van Polen: a0000002381301
- Nederlandse Thesaurus van Auteursnamen: 070594910
- SNAC: w6rb8hmd
- Système universitaire de documentation: 103496300
- Virtual International Authority File: 15752017
- WorldCat: E39PBJdWVWv694WThW6qDJcByd